# Blénod-lès-Pont-à-Mousson
Pour les articles homonymes, voir Blénod.
Blénod-lès-Pont-à-Mousson est une commune française située dans le département de Meurthe-et-Moselle en région Grand Est. Les habitants de Blénod-lès-Pont-à-Mousson sont appelés les Bellédoniens.

## Géographie
Blénod-lès-Pont-à-Mousson se situe dans le nord-est de la France, dans le département de Meurthe-et-Moselle, à 24 kilomètres au nord de Nancy et à 27 kilomètres au sud de Metz. Comprise dans l'aire urbaine de Pont-à-Mousson, la localité appartient à la  communauté de communes du Pays de Pont-à-Mousson. La ville appartient au canton de Dieulouard.
| Maidières   | Pont-à-Mousson            | Atton |
| Montauville | Blénod-lès-Pont-à-Mousson | Loisy |
| Jezainville | Dieulouard                |       |

### Hydrographie

#### Réseau hydrographique
La commune est dans le bassin versant du Rhin au sein du bassin Rhin-Meuse. Elle est drainée par la Moselle, la Moselle canalisée et le ruisseau d'Esche,.
La Moselle, d'une longueur totale de 560 kilomètres dont 314 kilomètres en France, prend sa source dans le massif des Vosges au col de Bussang et se jette dans le Rhin à Coblence en Allemagne. 
la Moselle canalisée est un canal, chenal non navigable de 135 km qui relie la commune de Dieulouardà celle de Kœnigsmacker où il se jette dans la Moselle. 
L'Esch, d'une longueur de 46 km, prend sa source dans la commune de Geville et se jette  dans la Moselle sur la commune, après avoir traversé 19 communes. Les caractéristiques hydrologiques de l'Esch sont données par la station hydrologique située sur la commune de Jezainville. Le débit moyen mensuel est de 1,38 m3/s. Le débit moyen journalier maximum est de 34,9 m3/s, atteint lors de la crue du 26 mai 1983. Le débit instantané maximal est quant à lui de 37,3 m3/s, atteint le même jour.

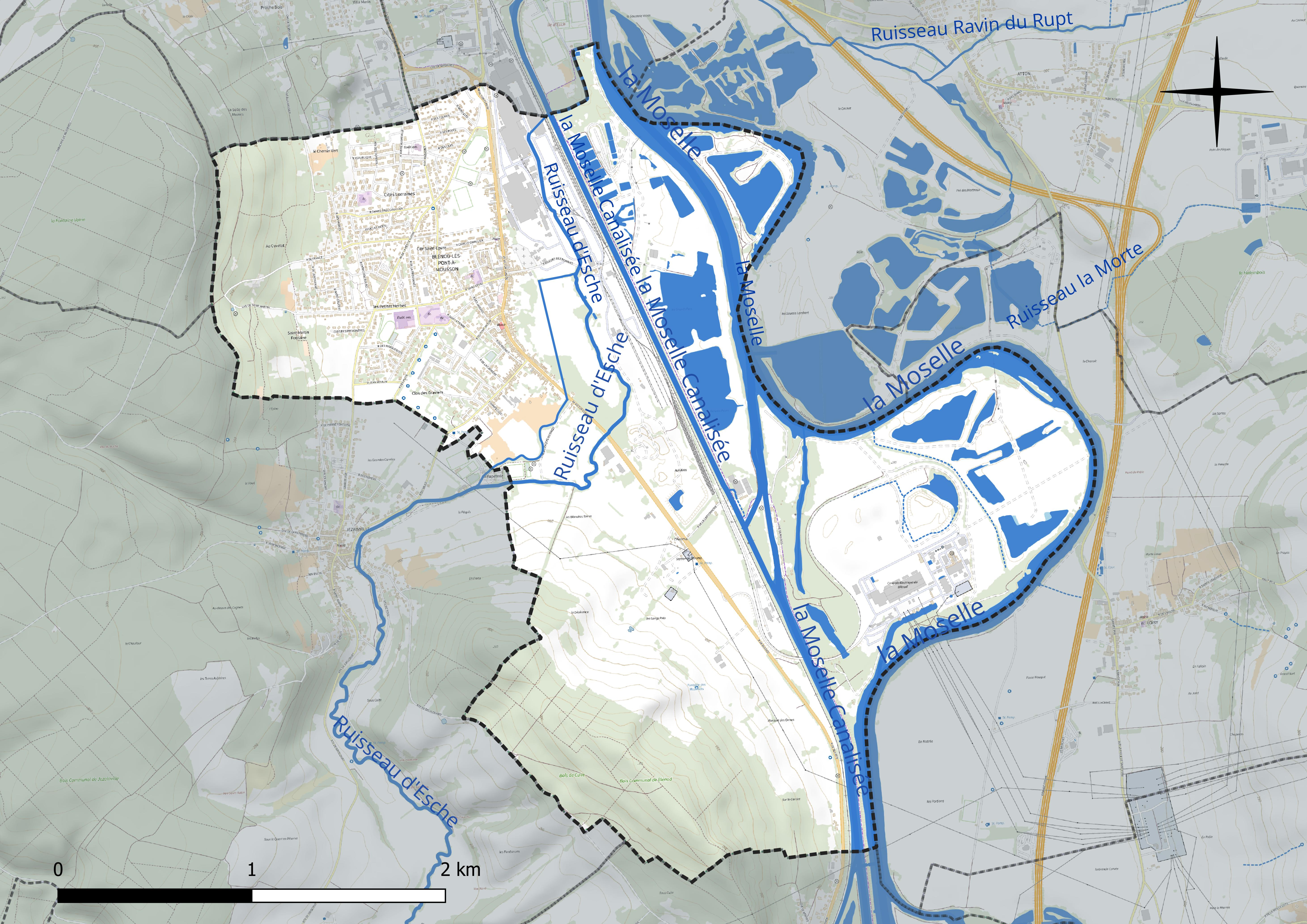
Réseau hydrographique de Blénod-lès-Pont-à-Mousson.

#### Gestion et qualité des eaux
Le territoire communal est couvert par le schéma d'aménagement et de gestion des eaux (SAGE) « Rupt de Mad, Esch, Trey ». Ce document de planification concerne les bassins versants du Rupt de Mad, de l’Esch et du Trey. Le périmètre a été arrêté le 2 juin 2014, la commission locale de l'eau (CLE) a été créée le 20 juin 2017, puis modifiée le 26 mars 20210. La structure porteuse de l'élaboration et de la mise en œuvre est le Parc naturel régional de Lorraine. 
La qualité des cours d’eau peut être consultée sur un site dédié géré par les agences de l’eau et l’Agence française pour la biodiversité. 

### Climat
Pour des articles plus généraux, voir Climat du Grand Est et Climat de Meurthe-et-Moselle.
En 2010, le climat de la commune est de type climat des marges montargnardes, selon une étude du Centre national de la recherche scientifique s'appuyant sur une série de données couvrant la période 1971-2000. En 2020, Météo-France publie une typologie des climats de la France métropolitaine dans laquelle la commune est exposée à un climat semi-continental et est dans la région climatique  Lorraine, plateau de Langres, Morvan, caractérisée par un hiver rude (1,5 °C), des vents modérés et des brouillards fréquents en automne et hiver. 
Pour la période 1971-2000, la température annuelle moyenne est de 9,9 °C, avec une amplitude thermique annuelle de 16,7 °C. Le cumul annuel moyen de précipitations est de 779 mm, avec 12 jours de précipitations en janvier et 8,8 jours en juillet. Pour la période 1991-2020, la température moyenne annuelle observée sur la station météorologique de Météo-France la plus proche, « Nonsard », sur la commune de Nonsard-Lamarche à 21 km à vol d'oiseau, est de 10,7 °C et le cumul annuel moyen de précipitations est de 690,8 mm. 
La température maximale relevée sur cette station est de 40,1 °C, atteinte le 25 juillet 2019 ; la température minimale est de −17 °C, atteinte le 1er mars 2005,,. 
Les paramètres climatiques de la commune ont été estimés pour le milieu du siècle (2041-2070) selon différents scénarios d'émission de gaz à effet de serre à partir des nouvelles projections climatiques de référence DRIAS-2020. Ils sont consultables sur un site dédié publié par Météo-France en novembre 2022.

## Urbanisme

### Typologie
Au 1er janvier 2024, Blénod-lès-Pont-à-Mousson est catégorisée ceinture urbaine, selon la nouvelle grille communale de densité à sept niveaux définie par l'Insee en 2022.
Elle appartient à l'unité urbaine de Pont-à-Mousson, une agglomération intra-départementale regroupant six  communes, dont elle est une commune de la banlieue,,. Par ailleurs la commune fait partie de l'aire d'attraction de Pont-à-Mousson, dont elle est une commune de la couronne,. Cette aire, qui regroupe 16 communes, est catégorisée dans les aires de moins de 50 000 habitants,.

### Occupation des sols
L'occupation des sols de la commune, telle qu'elle ressort de la base de données européenne d’occupation biophysique des sols Corine Land Cover (CLC), est marquée par l'importance des territoires artificialisés (39,9 % en 2018), en augmentation par rapport à 1990 (32,8 %). La répartition détaillée en 2018 est la suivante : zones industrielles ou commerciales et réseaux de communication (24,3 %), prairies (21,9 %), zones urbanisées (15,6 %), forêts (13,6 %), terres arables (8,2 %), eaux continentales (7,5 %), cultures permanentes (6 %), milieux à végétation arbustive et/ou herbacée (2,7 %), zones agricoles hétérogènes (0,1 %). L'évolution de l’occupation des sols de la commune et de ses infrastructures peut être observée sur les différentes représentations cartographiques du territoire : la carte de Cassini (XVIIIe siècle), la carte d'état-major (1820-1866) et les cartes ou photos aériennes de l'IGN pour la période actuelle (1950 à aujourd'hui).

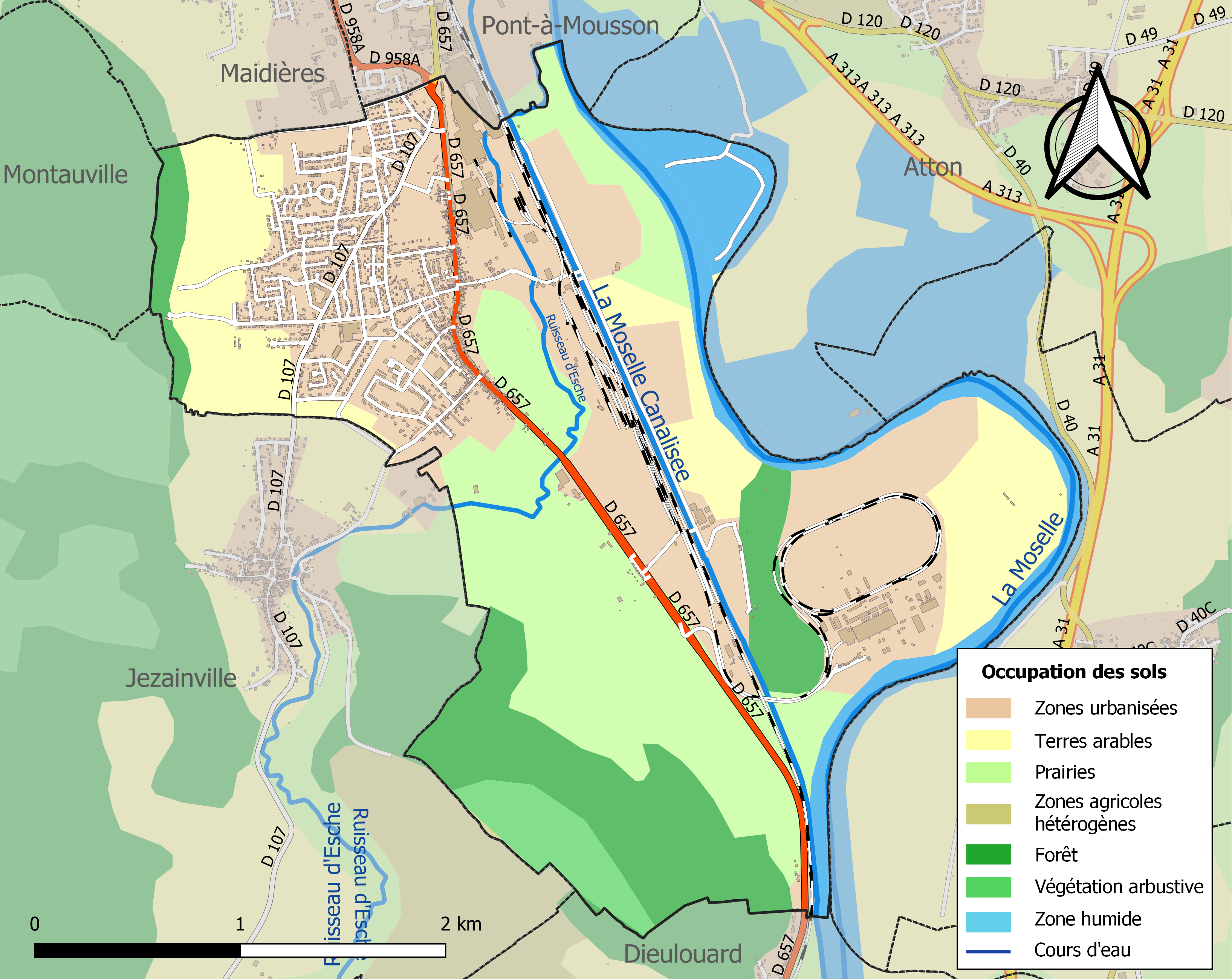
Carte des infrastructures et de l'occupation des sols de la commune en 2018 (CLC).

## Toponymie
Le toponyme apparaît sous les formes latines Bladenaco en 836, Bladenenacum en 869, Bladeniaco en 936. La forme française apparaît en 1179 : "Blenau", puis en 1551 : "Blenodz". L'on trouve la localisation près de la Moselle dès 1072 : Bladenaco super Mosellam (Blénod-sur-Moselle) avant celle près de Pont-à-Mousson : Blenodium super Pontemontionis (Blénod-sur-Pont-à-Mousson) .
Le toponyme vient d'un anthroponyme, soit le gallo-romain Bladinus diminutif de Bladus, soit le germanique Bladenus/Bladinus, avec le suffixe gallo-romain -iacum : domaine de Bladin/Bladen. Ce type de toponyme, jargon de l'administration fiscale, est caractéristique de l'Antiquité tardive IVe siècle-VIIe siècle .
La préposition « lès » permet de signifier la proximité d'un lieu géographique par rapport à un autre lieu. En règle générale, il s'agit d'une localité qui tient à se situer par rapport à une ville voisine plus grande. La commune de Blénod indique qu'elle se situe près de Pont-à-Mousson.

## Histoire
Abondant mobilier trouvé en 1923-1924 dans l'ancienne nécropole gallo-romaine et mérovingienne de Saint-Epvre (actuellement située sous une cité-jardin).

## Population et société

### Démographie
L'évolution du nombre d'habitants est connue à travers les recensements de la population effectués dans la commune depuis 1793. Pour les communes de moins de 10 000 habitants, une enquête de recensement portant sur toute la population est réalisée tous les cinq ans, les populations de référence des années intermédiaires étant quant à elles estimées par interpolation ou extrapolation. Pour la commune, le premier recensement exhaustif entrant dans le cadre du nouveau dispositif a été réalisé en 2005.

En 2022, la commune comptait 4 649 habitants, en évolution de +1 % par rapport à 2016 (Meurthe-et-Moselle : −0,13 %, France hors Mayotte : +2,11 %).
| 1793 | 1800 | 1806 | 1821 | 1831 | 1836 | 1841 | 1846 | 1851 |
| ---- | ---- | ---- | ---- | ---- | ---- | ---- | ---- | ---- |
| 309  | 353  | 404  | 391  | 413  | 452  | 411  | 466  | 482  |

| 1856 | 1861 | 1872 | 1876 | 1881 | 1886  | 1891  | 1896  | 1901  |
| ---- | ---- | ---- | ---- | ---- | ----- | ----- | ----- | ----- |
| 485  | 497  | 627  | 790  | 903  | 1 096 | 1 020 | 1 276 | 1 487 |

| 1906  | 1911  | 1921  | 1926  | 1931  | 1936  | 1946  | 1954  | 1962  |
| ----- | ----- | ----- | ----- | ----- | ----- | ----- | ----- | ----- |
| 1 627 | 1 818 | 1 730 | 2 626 | 2 868 | 2 380 | 2 312 | 2 757 | 3 067 |

| 1968  | 1975  | 1982  | 1990  | 1999  | 2005  | 2006  | 2010  | 2015  |
| ----- | ----- | ----- | ----- | ----- | ----- | ----- | ----- | ----- |
| 3 802 | 4 074 | 4 553 | 4 768 | 4 899 | 4 556 | 4 439 | 4 374 | 4 563 |

| 2020  | 2022  | - | - | - | - | - | - | - |
| ----- | ----- | - | - | - | - | - | - | - |
| 4 642 | 4 649 | - | - | - | - | - | - | - |

### Enseignement
- École maternelle Jacques-Prévert
- École maternelle Louise-Michel
- Ensemble scolaire d'enseignement primaire
  - École primaire Louis-Aragon, regroupant les classes de CP, CE1, CE2 et récemment CM1
  - École primaire Arthur-Rimbaud, regroupant les classes de CE2, CM1 et CM2
- Collège Vincent-van-Gogh

### Sports
- CO Blénod et le C.S. Blénod
- Club de vélo.

## Économie
- Délégation à la formation de la Chambre de commerce et d'industrie de Meurthe-et-Moselle.
- La société Vicat dispose d'une unité de production de béton.

## Culture locale et patrimoine

### Lieux et monuments
- Vestiges du château XVIe siècle : fenêtres et portail.
- Ruines de l'ancienne maladrerie.
- Canal latéral de la Moselle : écluse.
- Centrale thermique de Blénod.
- La forêt de Puvenelle, magnifique endroit pour des balades.
- Centre culturel Pablo-Picasso.
- Centre Michel-Bertelle.
- Square de la paix (œuvres d'Amilcar-Zanoni).
- Fonderies de Blénod (Saint-Gobain PAM S.A.).
- Église Saint-Étienne, reconstruite en 1895 : quelques vestiges XIIIe siècle/XIVe siècle ; clocher roman inscrit au titre des monuments historiques  par arrêté du 26 octobre 1926[33].

### Personnalités liées à la commune
- Roger Troisième (1921-2009), footballeur né à Blénod-lès-Pont-à-Mousson.
- Léon Pasik (1930-1999), né à Blénod-lès-Pont-à-Mousson, footballeur professionnel mort à Pompey.
- Joseph Magiera (1939-2024), né à Blénod-lès-Pont-à-Mousson, footballeur professionnel et entraîneur au CS Blénod.
- Jean-Pierre François (né en 1965), footballeur et chanteur français, a commencé sa carrière de footballeur professionnel au CS Blénod lors de la saison 1982-1983 (D2).

### Divers
Le nom de la ville apparaît dans un arrêt du conseil d'État : C.E., 11 mai 1990, Bureau d'Aide sociale de Blénod-lès-Pont-à-Mousson ) ; un contrat de location passé entre deux personnes publiques ayant pour but d'accueillir un foyer logement constitue un contrat de droit privé).

### Héraldique, logotype et devise
| Blason de Blénod-lès-Pont-à-Mousson | Blason  | D'or à l'usine à deux cheminées de sable, ouverte et ajourée d'argent, accostée de deux éclairs d'azur mouvant des flancs de l'écu vers le chef, soutenue de trois anneaux de sable rangés en fasce, le tout surmonté d'un écu de gueules chargé d'une croix de Lorraine d'argent. |
| Blason de Blénod-lès-Pont-à-Mousson | Détails | La commune utilise ce blason depuis les années 1980. |